# Ahondjinnako
Ahondjinnako ist ein Arrondissement im Département Couffo im westafrikanischen Staat Benin. Es ist eine Verwaltungseinheit, die der Gerichtsbarkeit der Kommune Lalo untersteht.

## Demografie und Verwaltung
Gemäß der Volkszählung 2013 des beninischen Statistikamtes INSAE hatte das Arrondissement 7639 Einwohner, davon waren 3595 männlich und 4044 weiblich.
Von den 67 Dörfern und Quartieren der Kommune Lalo entfallen fünf auf Ahondjinnako:
1. Adonou
2. Ahodjinnako
3. Dogouedeta
4. Helli
5. Lokoli